# Zbierkowo
Zbierkowo ist ein Dorf der Gemeinde Pobiedziska im Powiat Poznański in der Woiwodschaft Großpolen im westlichen Zentral-Polen. Der Ort befindet sich etwa 4 km südöstlich von Pobiedziska und 26 km nordöstlich der Landeshauptstadt Poznań und gehört zum Schulzenamt Polska Wieś.

## Geschichte
Der Ort gehörte nach der Zweiten Teilung Polens 1793 zum Kreis Schroda und ab 4. Januar 1900 zum Kreis Posen-Ost. Im Jahr 1910 hatte der Ort Unter dem Namen Zberkowo 68 Einwohner.
In den Jahren 1975 bis 1998 gehörte der Ort zur Woiwodschaft Posen.